# Batalla de La Tablada
La batalla de La Tablada fue un enfrentamiento armado de las guerras civiles argentinas entre unitarios y federales en el siglo XIX. Se libró en un paraje cercano a la ciudad de Córdoba, donde actualmente se halla el barrio Cerro de las Rosas de esa ciudad los días 22 y 23 de junio de 1829. La victoria correspondió al ejército unitario, cuyo jefe Paz pudo consolidar su situación política y militar en la provincia de Córdoba.

## Antecedentes

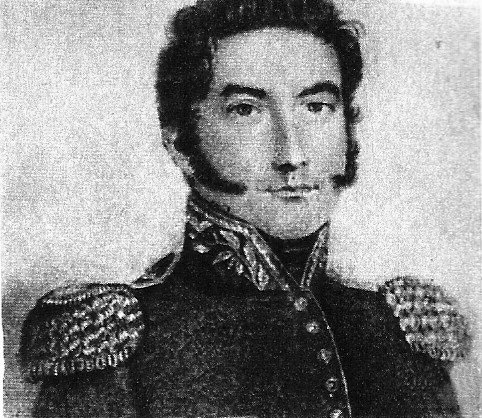
El general José María Paz en 1829, año en que venció a Quiroga en la batalla de La Tablada(Litografía de César Hipólito Bacle).

Tras la victoria argentina en la batalla de Ituzaingó (1827), la guerra contra el Imperio del Brasil entró en un estancamiento que llevó a ambos bandos a buscar una paz negociada. El representante del gobierno del presidente Rivadavia firmó un tratado de paz que cedía al Imperio brasileño la provincia Oriental en disputa, anulado posteriormente por el mismo Rivadavia. Disuelto el gobierno nacional argentino, el gobernador de Buenos Aires, Manuel Dorrego, fue encargado de las relaciones exteriores de las provincias del Plata. Dorrego firmó con Brasil una paz por la cual ambas partes renunciaban a la posesión del territorio en disputa, que se transformó en República independiente. Esto ocasionó el disgusto de los comandantes del ejército argentino en operaciones, que se sintieron traicionados. Al regresar al Río de la Plata, fueron incentivados por líderes unitarios para tomar el poder en Buenos Aires.
Las tropas de la Primera División del ejército, comandadas por Juan Galo Lavalle ocuparon la ciudad y persiguieron y fusilaron a su gobernador, el coronel Dorrego. Esto desataría una de las etapas más tristes en la historia de la República Argentina, con guerras civiles que retrasaron la organización nacional por treinta años.
Luego, la segunda división del ejército, encabezada por el general José María Paz marchó sobre la provincia de Córdoba a comienzos de 1829. El gobernador cordobés, Juan Bautista Bustos, abandonó la capital y pidió un alto a las operaciones, a fin de poder recibir los refuerzos que venían de La Rioja, al mando del comandante de armas de esa provincia, general Facundo Quiroga.
Pero el general Paz se adelantó y atacó a Bustos, derrotándolo en la batalla de San Roque, 50 km al oeste de la ciudad.
Bustos se evadió a La Rioja para unirse a las tropas de auxilio de Quiroga, y Paz quedó a cargo del gobierno de la provincia de Córdoba. Este envió mensajeros a los demás gobernadores de provincia asegurando que no era su intención atacarles, y diciendo que se ocuparía solamente del gobierno de Córdoba.
Quiroga no creyó estas palabras y organizó una campaña contra Paz bajo su mando directo con tropas de su provincia y milicias cordobesas, estas últimas comandadas por Bustos.

## Preparativos y movimientos previos a la batalla

### Quiroga comienza la campaña

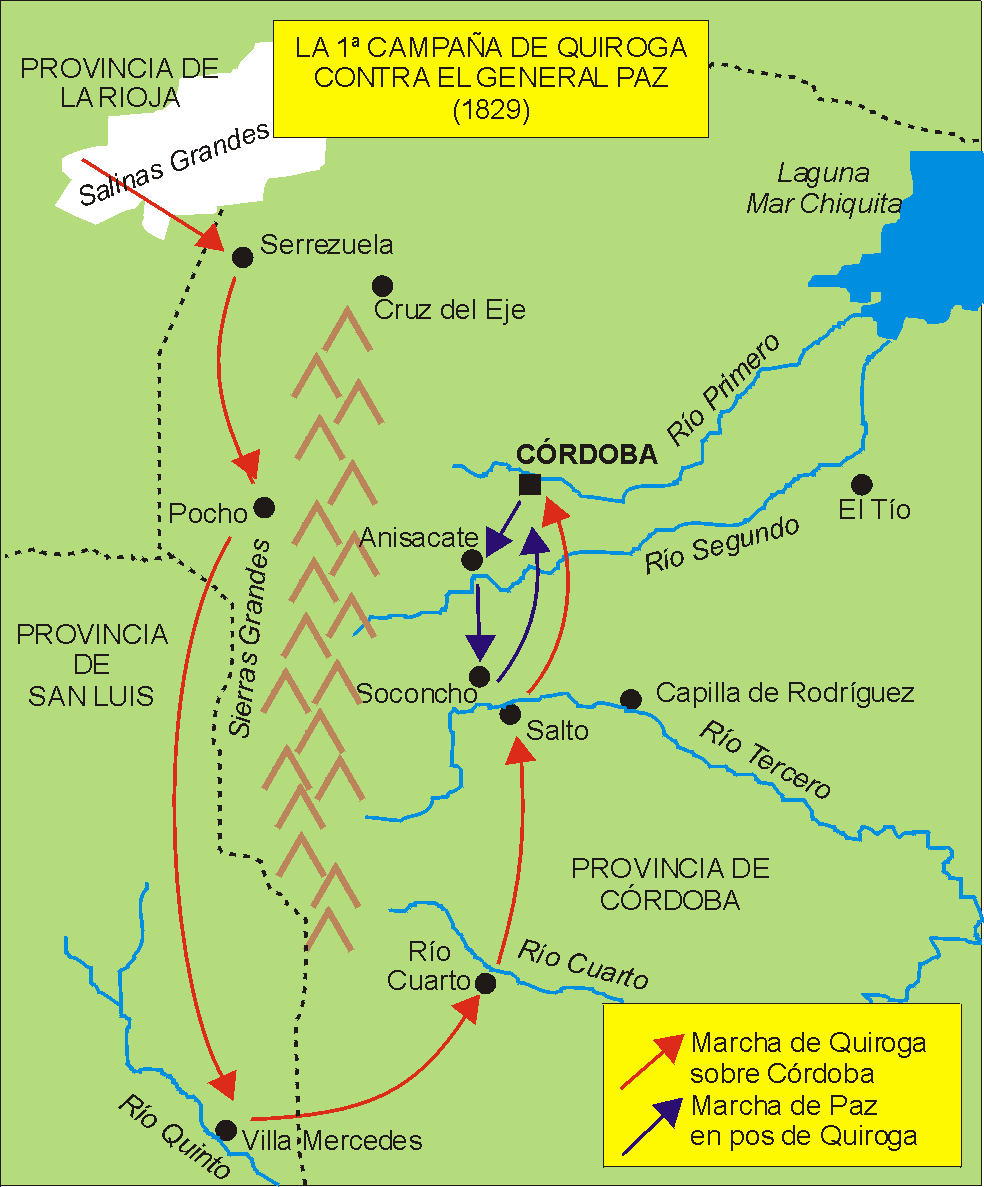
En mayo de 1829 Quiroga comenzó la campaña militar para quitar al general Paz el control de la provincia de Córdoba.

En mayo de 1829 Juan Facundo Quiroga penetró en territorio cordobés con sus fuerzas, sorprendiendo y derrotando a la guarnición de Serrezuela que estaba comandada por el coronel de milicias Faustino Allende. Las fuerzas de Quiroga ocuparon Serrezuela y fusilaron a un oficial unitario, al juez de paz y a dos vecinos del lugar. Pero el caudillo riojano descartó un avance directo sobre la ciudad de Córdoba, pues para ello tendría que atravesar las sierras, terreno desventajoso para la caballería (fuerza principal de su ejército). En vez de ello, optó por dar un largo rodeo y franquear las serranías para avanzar contra la ciudad de Córdoba desde el sur. A su paso reunió fuerzas enviadas por las provincias de San Luis, Mendoza, San Juan y Catamarca.
Mientras esto sucedía, José María Paz sometía algunas rebeliones en la propia provincia de Córdoba. Su situación militar era comprometida, pues prácticamente todas las fronteras de Córdoba estaban bajo amenaza de invasión. No podía esperar auxilios desde Buenos Aires, pues esta se hallaba sitiada por fuerzas federales del Litoral y la situación de Lavalle era desesperada. Solamente los gobiernos de las provincias de Tucumán y Salta simpatizaban con el nuevo gobierno cordobés, y habían ofrecido ya su ayuda militar a Paz.
Este la aceptó finalmente y trazó planes de guerra para esperar a sus enemigos cuando decidieran atacarlo. Optó por una estrategia defensiva pues consideró que no podía atacar en una dirección sin descuidar otros frentes; consideraba que Córdoba podía sufrir una invasión desde Santa Fe, Santiago del Estero o las provincias occidentales.
En junio, mientras Quiroga realizaba su rodeo hacia el sur, Paz acuarteló sus fuerzas en Anisacate, a pocos kilómetros al sur de la ciudad de Córdoba. Poco después llegaron los refuerzos desde Tucumán, conducidos en persona por el gobernador de esa provincia, coronel Javier López.

### Los federales ocupan Córdoba

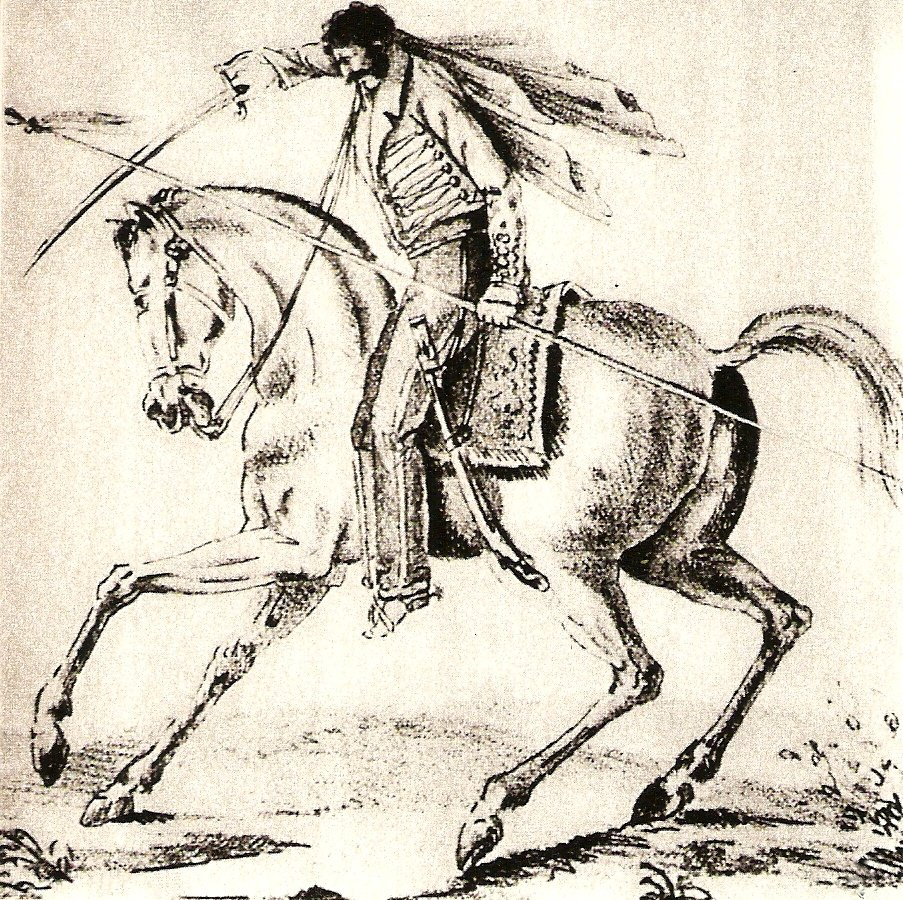
Facundo Quiroga según una litografía de César Hipólito Bacle, realizada en 1831.

Paz destacó una partida de coraceros a vanguardia para mantener bajo observación al ejército federal. Esta partida entabló una escaramuza con la vanguardia de Quiroga antes de replegarse, de modo que los federales llegaron a Salto, sobre el Río Tercero.
En ese momento Paz movilizó su ejército para dar la batalla en Salto y el 20 de junio llegó allí, pero Quiroga había eludido el encuentro y estaba avanzando velozmente hacia la ciudad de Córdoba, que había quedado desguarnecida. Paz, sorprendido por esta maniobra, salió en persecución de su enemigo, pero su ejército era más lento que el de los federales.
Mientras Paz aún estaba en Salto, Quiroga estaba ya a las puertas de Córdoba, cuya única guarnición la componían 250 hombres. El teniente coronel Agustín Díaz Colodrero estaba a cargo de la guarnición, y había hecho levantar obras defensivas en torno a la plaza central de la ciudad, donde colocó algunas piezas de artillería.
Esa misma tarde (20 de junio) los federales atacaron, pero la guarnición pudo rechazar varios asaltos gracias a su artillería y a las empalizadas y demás obras de fortificación levantadas apresuradamente. Los combates en torno a la plaza continuaron durante toda la noche y parte de la mañana siguiente. Colodrero murió en combate y los defensores se enteraron de que los atacantes eran hombres del ejército de Quiroga, lo cual los desmoralizó: habían creído que se trataba de partidas de cordobeses sublevados contra Paz. Quiroga les intimó rendición y ofreció condiciones aceptables; los defensores, sin saber qué había pasado con el ejército de Paz, depusieron las armas al atardecer del 21 de junio.
Quiroga dejó su escasa infantería en la ciudad, como guarnición a las órdenes del coronel Juan de Dios Bargas, y dirigió su ejército de jinetes a una meseta ubicada al norte de aquella. Allí decidió esperar a las fuerzas de José María Paz y batirlas con su numerosa caballería.
Esa misma tarde Paz llegó ante la ciudad después de realizar marchas forzadas, y comprobó que la misma se hallaba en poder de los federales; también divisó a lo lejos las fogatas del grueso del ejército de Quiroga. Decidió atacar a este último antes de recuperar la ciudad, pero primero acampó para dar un respiro a sus hombres. Recién pasado el mediodía del 22 de junio los unitarios iniciaron la marcha, rodeando la ciudad por el noreste.
El campo donde esperaban los federales estaba rodeado por tablas que formaban un cerco, de donde viene el nombre del lugar (La Tablada); los unitarios entraron en él rompiendo parte del cerco, para no exponerse ante las fuerzas de Quiroga.

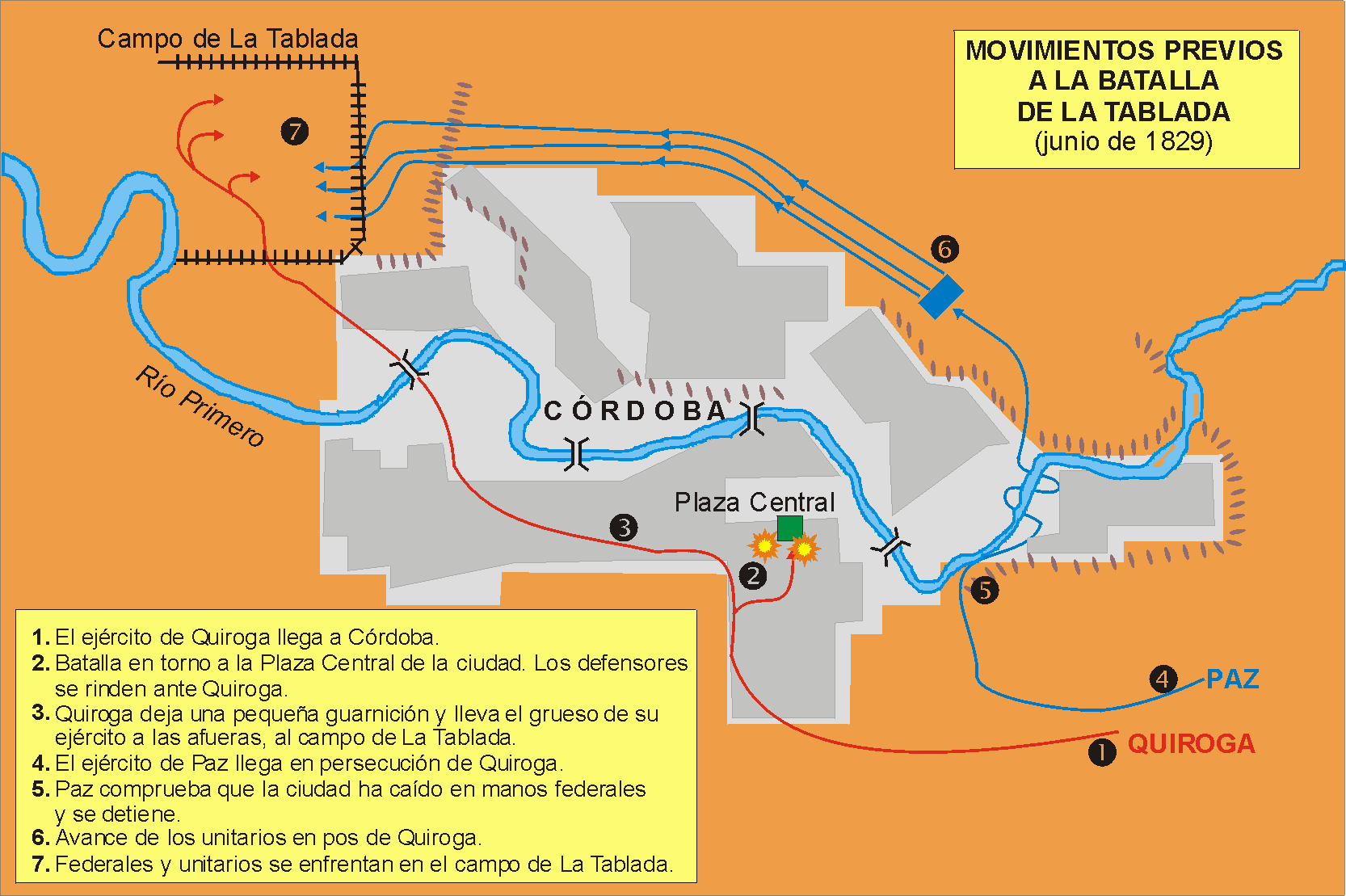
El 20 de junio de 1829 el ejército de Quiroga llegó a la ciudad de Córdoba, perseguido por el ejército de Paz. La batalla entre ambos se daría en La Tablada.

## Fuerzas combatientes

### Fuerzas unitarias

#### Los jefes unitarios
- El general José María Paz (1791-1854, nacido en Córdoba) era un militar de carrera. A los 20 años se incorporó al Ejército del Norte, donde participó en las operaciones contra los realistas. Cuando esta fuerza militar se sublevó contra el gobierno nacional (motín de Arequito), Paz permaneció dos años inactivo. Luego siguió en el ámbito castrense, instruyendo reclutas nuevos; antes de participar en la guerra del Brasil. Fue uno de los jefes militares disgustado con el tratado de paz firmado por Dorrego, por lo cual se plegó a la revolución de los unitarios en Buenos Aires; sin embargo, decidió iniciar su campaña militar en su Córdoba natal.
- Juan Esteban Pedernera (1796-1886, nacido en San Luis) perteneció al célebre Regimiento de Granaderos a Caballo creado por San Martín, cuerpo en el que hizo las campañas de Chile y Perú. Fue hecho prisionero por los realistas pero logró evadirse y en 1826 regresó a Argentina, a tiempo de participar en la Guerra contra Brasil. Se involucró en la revolución unitaria de 1828 bajo el mando de Lavalle y alcanzó el grado de coronel de caballería, antes de unirse al ejército de Paz.
- Román Antonio Deheza (1791-1870, nacido en Córdoba) luchó en el Ejército del Norte, en el Batallón de Auxiliares Argentinos, en el Ejército de los Andes y en el ejército de Bolívar: combatió en casi todos los campos de batalla desde Cotagaita hasta Ayacucho, alcanzando el grado de coronel. Luchó en la guerra contra Brasil, donde actuó como jefe de tropas y también como oficial de Estado Mayor. Plegado a la revolución de diciembre de 1828 bajo el mando de Lavalle, se unió al general Paz para su campaña en Córdoba.
- Javier López (1794-1836, nacido en Tucumán) era comerciante y fue nombrado coronel de caballería, una práctica muy común en las provincias argentinas durante la época. Participó en las luchas por el poder y en 1822 logró afianzarse como gobernador de Tucumán, hasta que fue derrocado por su comprovinciano Lamadrid en 1826. Refugiado en Buenos Aires, partió a la guerra contra Brasil, y al finalizar esta regresó a Tucumán, donde tomó de nuevo el poder. Se plegó a la revolución unitaria de 1828 en Buenos Aires e invadió la provincia de Catamarca antes de unirse al ejército del general Paz. Allí luchó junto a su antiguo enemigo Lamadrid.
- Gregorio Aráoz de Lamadrid (1795-1857, nacido en Tucumán) fue soldado en el Ejército del Norte, donde se destacó por su valor y su arrojo que muchas veces traía más complicaciones que resultados prácticos. Desde 1819 se dedicó a luchar en las guerras civiles, y en 1825 derrocó por su cuenta al gobernador tucumano Javier López. Se enfrentó con temeridad y poca cautela al riojano Quiroga, en el marco de las luchas civiles en el noroeste argentino, y en 1828 se unió en Buenos Aires a la revolución unitaria. Poco después se unió a las fuerzas con que el general Paz marchaba hacia Córdoba.
- Juan Pascual Pringles (1795-1831, nacido en San Luis) se enroló muy joven en las milicias de caballería de su terruño, y en 1819 se unió al Ejército de los Andes, en el Regimiento de Granaderos a Caballo. Hizo la campaña del Perú y se destacó en la acción del Chancay, donde fue derrotado y apresado. Fue liberado cuando El Callao cayó en manos del ejército de San Martín. Fue parte de las fuerzas argentinas y chilenas que pasaron al mando de Bolívar y lucharon en Ayacucho (1824). Participó en la guerra contra Brasil como oficial de caballería, y se unió a la revolución unitaria en Buenos Aires. Combatió a órdenes de Lavalle y luego se unió al ejército del general Paz que marchaba hacia Córdoba.

#### El ejército unitario de Paz
A excepción de la división de tucumanos y de algunas otras fracciones de milicias cordobesas, las fuerzas unitarias incluían unidades veteranas, alrededor de 800 a 970. Habían luchado en campañas regulares contra las tropas imperiales del Brasil y se sabían capaces. Poseían artillería y sus comandantes sabían dirigir maniobras tácticas.
Otra diferencia esencial era su comandante en jefe: el general Paz era un militar experimentado y metódico, que demostraría a lo largo de su vida excelentes cualidades tácticas y estratégicas. Suele ser considerado como el único general argentino que jamás perdió una batalla.

#### Orden de batalla de Paz
- Ala derecha: 1.ª División (Lamadrid, caballería, 900 hombres)
  - Escuadrón de reclutas
  - Milicias de caballería de Córdoba
- Centro: 2.ª División (Deheza, infantería y artillería, 800 hombres)
  - Batallón n.º 2 de Cazadores (coronel José Videla Castillo)
  - Batallón n.º 5 de Infantería (coronel Isidro Larraya)
  - Batería de Artillería (mayor Juan Arengreen, 80 artilleros)[16]
- Ala izquierda: 3.ª División (J. López, 400 hombres)
  - Caballería de Tucumán
- Reserva: 4.ª División (coronel Juan Pedernera, 250 hombres)
  - Regimiento n.º 2 de Caballería de Línea

Total: Aunque historiadores de tendencia unitaria cifran la tropa en 1200 hombres otros afirman que eran alrededor de 2500, con 12 piezas de artillería. Sus fuerzas incluían además de sus 800 a 970 veteranos provenientes en su mayoría del interior del país, unos 1000 salteños enviados por el gobernador Juan Ignacio Gorriti dirigidos por el capitán Domingo López  (la mitad aportados por López mismo) y 200 tucumanos por Javier López al mando del comandante Marcos José González y él mismo. 
En total las tropas unitarias incluían 500 tucumanos y 90 voluntarios con 600 milicianos cordobeses, incluyendo los que Paz había traído desde los campos de batalla en Uruguay o sumados durante su invasión de Córdoba.
Aunque en algunas ocasiones se ha mencionado que Paz pudo movilizar unos 8000 milicianos cordobeses, después de todo la provincia era extensa, rica y muy poblada, ubicada en el centro mismo de Argentina. Según algunas fuentes Paz bien podía armar justamente unos 8000 jinetes de las milicias del interior de la misma y contaba con unidades regulares vigilando la frontera sur de posibles ataques de los indios en Río Cuarto, El Tío, La Carlota y Villa del Rosario, entre otras. Y además había que contar con los aportes de las provincias aliadas, ya que Paz rápidamente inició negociaciones en cuanto asumió el poder. Es mucho más probablemente que su ejército fuera del orden de los 5000 soldados entre los que se contaban los veteranos del Brasil, los aliados salteños y tucumanos y los reclutas cordobeses (aunque no en el momento de La Tablada). Respecto de estos últimos se debe aclarar que es poco probable que la provincia de Córdoba pudiera movilizar tantos hombres al mismo tiempo como se ha dicho, de hecho, en 1840 para apoyar a la Coalición del Norte pudo armar apenas 4000 y sólo 3000 participaron de los combates. Finalmente, a todo esto hay que sumar el hecho de que Paz tuvo pocos meses para reunir tamañas fuerzas, organizarlas y equiparlas. Probablemente recién después del enfrentamiento en Oncativo tuviera todo su ejército listo.

### Fuerzas federales

#### Los jefes federales

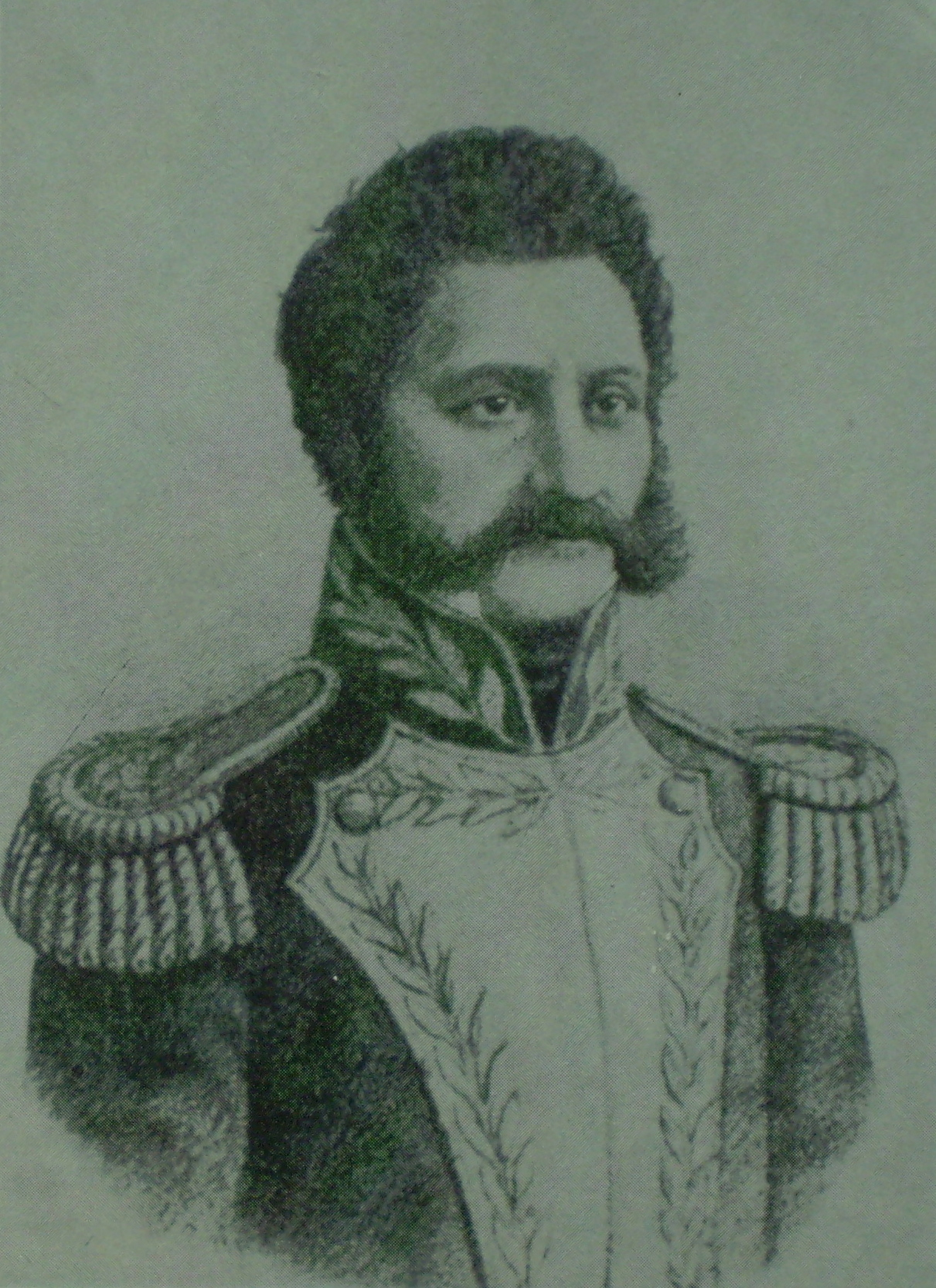
Juan Bautista Bustos comandó una división de cordobeses leales, pero estaba subordinado a Quiroga.

- Juan Facundo Quiroga (1788-1835, nacido en La Rioja) era el hombre fuerte de esta provincia. Desde joven se incorporó a las milicias provinciales, donde comenzó a labrar su fama y poder como caudillo. En la luchas por el poder en su provincia Quiroga acrecentó su figura, y luego intervino en los conflictos surgidos entre unitarios y federales. La participación de Quiroga fue vital para el afianzamiento del Partido Federal en las provincias del interior argentino, desde Tucumán hasta San Juan, en la década de 1820. Por esta razón, al ser derrocado por el unitario Paz, el gobernador cordobés Bustos solicitó el apoyo del caudillo riojano.
- Juan Bautista Bustos (1779-1830, nacido en Córdoba) había comenzado su carrera como capitán del cuerpo de Arribeños durante las invasiones inglesas a Buenos Aires (1807). Luego se incorporó como oficial en el Ejército del Norte, durante las guerras de Independencia, pero desde el motín de Arequito (1815) se dedicó a la actividad política y al gobierno de Córdoba. No había vuelto a participar en campañas militares hasta que Paz marchó contra él.
- José Félix Aldao (1785-1845, nacido en Mendoza) había sido fraile dominico hasta que se incorporó al Ejército de los Andes y tomó las armas; participó en las campañas de Chile y Perú bajo el mando de San Martín, y en 1824 retornó a Mendoza. Participó como comandante de la frontera sur en varias campañas contra los indígenas y en 1829 fue enviado al frente de los auxiliares mendocinos que se incorporaron al ejército de Quiroga.
- José Benito Villafañe (1790-1831, nacido en La Rioja), se enroló en las milicias provinciales y participó en el célebre cruce de la cordillera de los Andes hacia Chile, como parte del ejército sanmartiniano. De regreso a La Rioja, se involucró en las luchas por el poder, convirtiéndose en seguidor del caudillo Quiroga, quien lo protegió y le confió varios puestos de gobierno, además de nombrarlo general. Participó como segundo jefe del ejército provincial en la campaña contra el general Paz.
- El Chacho, Ángel Vicente Peñaloza (1798-1863, nacido en La Rioja), era capitán de las milicias riojanas, y luchó bajo el mando de su comprovinciano Quiroga en las guerras civiles del noroeste, contra Lamadrid (en 1826). Por su valentía se ganó la confianza de Quiroga.

#### El ejército federal de Quiroga
A diferencia de las fuerzas de Paz, los hombres de Quiroga no constituían un ejército regular, sino que se trataba de milicianos, en su mayoría gauchos. Eran muy hábiles como jinetes pero no se les podía utilizar para ejecutar maniobras tácticas complejas, sólo para cargas de caballería. Además sus armas principales eran lanzas, sables y cuchillos, por lo cual precisaban llegar al combate cuerpo a cuerpo con el oponente para hacer sentir su valor en la lucha. Por lo demás, eran hombres valientes al extremo y muy temerarios. Quiroga también disponía de 700 u 800 infantes, bien equipados y entrenados, pero decidió no usarlos en la batalla y los dejó guarneciendo Córdoba, lo que es considerado un error táctico decisivo.

#### Orden de batalla de Quiroga
- Ala Izquierda[29]
  - Auxiliares de los Andes (Aldao)
  - Llaneros de La Rioja
- Centro
  - División de caballería de La Rioja (José Benito Villafañe)
  - División de caballería de La Rioja (capitán Ángel Vicente Peñaloza, el "Chacho")
- Otras fuerzas
  - División Córdoba (Bustos)
  - División Catamarca (Marcos Antonio Figueroa)
  - División San Luis
- En Córdoba
  - 800 soldados de infantería (coronel Juan de Dios Bargas)
  - Artillería capturada a los unitarios.

Total: Las cifras de las Memorias Póstumas del general Paz son las más usadas actualmente, cifran en 4200 jinetes y 700-800 infantes y 4 u 8 piezas de artillería en la ciudad de Córdoba. Por las mismas va también Bartolomé Mitre, 1200 infantes y 4000 jinetes. Sin embargo, algunos sostienen actualmente que estas son una exageraciones. El mismo Lamadrid sostiene en sus Memorias que las Quiroga solo disponía de 3000 hombres en su caballería gaucha.
Tras la derrota de Bustos y el llamado de auxilio de este a Quiroga de inmediato ambos habían iniciado sus planes de reconquistar Córdoba. Siguiendo las órdenes del caudillo riojano El Chacho empezó a reunir las milicias de la provincia, cerca de 2000 gauchos a caballo, el máximo de hombres movilizadles para la provincia debido a su escasa población, y esto junto a la necesidad de dejar una guarnición en ella indicaría que no más de 1500 de ellos participaran de la campaña. Es probable que entre 1200 y 1500 riojanos lucharan en La Tablada.
En cuanto a las tropas de otras provincias: al llamado de Quiroga, Aldao empezó a movilizar sus fuerzas en vista que Mendoza sería la siguiente provincia en caer en poder unitario. Los mendocinos tenían la mayor población y recursos del Cuyo pero muchas de sus fuerzas estaban concentradas en el sur para detener la incursión de los salvajes de la pampa, aportaron, según Damián Hudson, con un regimiento de caballería, basados en el tamaño promedio de una de estas unidades en esa época serían cuatro escuadrones de dos o tres compañías de 100 hombres cada una, es decir, entre 800 y 1200 unidades. Los cuyanos, particularmente los mendocinos, hicieron un gran esfuerzo en sus compromisos bélicos durante aquellos años. Desde aportar 3000 de los efectivos del Ejército de los Andes, de los que muy pocos volvieron a sus hogares, a servir durante década y media para las levas de Aldao. Es posible que en el período de 1817-1841 unos 4000 a 5000 mendocinos encontraran su muerte en los campos de batalla. Cifra altísima para una provincia con unos veinte mil habitantes para la época.
Catamarca aportó 500 a 600 hombres. Se sabe que esta provincia ofreció un segundo contingente de 500 plazas, se desconoce si lograron incorporarse o no, pero es poco probable por la por la ruta y velocidad con la que Quiroga avanzó.
San Juan y San Luis habían aportado inicialmente con unos 500 a 700 y 80 a 120 hombres, respectivamente. Pero los sanjuaninos se alzaron en Las Quijadas y no participaron y los puntanos apenas podían aportar estos pocos soldados debido a su escasa población y necesidad permanente de defenderse de los ataques de los indígenas. Quiroga también debió desprenderse de una unidad que al mando del ex-fraile Aldao castigo duramente a los alzados. Aunque Aldao logró volver de San Juan y participar en la batalla, no hay fuentes que digan que consiguió reincorporar a los sanjuaninos y es más que probable que tuviera que dejar alguna guarnición para asegurar la provincia. Por último estarían algunos centenares de cordobeses leales a Bustos, sobrevivientes de San Roque, unos 200 a 300 milicianos aunque otras fuentes los elevan a 800. Eran los restos de las milicias privadas que creó para asegurar su gobierno en 1820 y que llegaron a enrolar 2000 gauchos. Sin embargo, de igual modo la cifra de cordobeses en la batalla final sigue siendo desconocida.
Es probable que el tamaño real del ejército de federales fuera del orden de los 4000 hombres. Debido a los desprendimientos que tuvo que realizar a su hueste, dicha cifra es la más realista para numerar el verdadero tamaño de su tropa. Sin embargo, no dejaba de ser la mayor fuerza desplegada en la zona desde el famoso Ejército de los Andes de San Martín, como intendente de Cuyo (Mendoza, San Juan y San Luis) logró movilizar a fines de 1815 a 6000 veteranos y milicianos medianamente armados, más 17 cañones. La tropa de Quiroga es descrita como un ejército bastante disciplinado y con muchos de sus milicianos usando un característico uniforme colorado.

## Batalla de La Tablada

### Primer día
La batalla comenzó cuando el ala izquierda de los federales, comandada por el fraile Aldao, y la derecha de los unitarios bajo el mando de Lamadrid, se lanzaron al ataque en sendas cargas de caballería. El objetivo de Quiroga era envolver el flanco derecho de sus enemigos, pues un ataque al centro de Paz no parecía rentable, mientras que el ala izquierda de este último tenía su flanco protegido por el cauce del Río Primero (actualmente llamado río Suquía).
Lamadrid (según cuenta en sus Memorias), al verse superado en número, solicitó refuerzos, pero entretanto sus fuerzas se vieron empujadas contra el centro de los unitarios por las vigorosas cargas de la caballería de Aldao, unos 1000 jinetes, los mejores de los llanos. Algunos federales llegaron a enlazar varios cañones de la División de Deheza, pero este frustró la maniobra con descargas de fusilería y porque Paz ordenó amarrar entre sí a los cañones.
Pero mientras el esfuerzo principal de Quiroga se hacía contra el flanco derecho de Paz con 1500 jinetes, en el resto del campo de batalla también se combatía, realizando los federales cargas de caballería temerarias pero ineficaces para quebrar la línea de los unitarios.
Paz comprometió parte de su reserva (50 coraceros del 2.º de Caballería al mando de Pringles) para restablecer la situación en su ala derecha, donde se sucedieron cargas y contracargas de caballería. Tomando la iniciativa, Paz, realizó ataques de tanteo en diferentes puntos de la línea federal, forzando retiradas parciales. Quiroga se vio obligado a acudir cada vez a los sectores amenazados de la línea para reagrupar a sus hombres, pero mientras lo hacía, los unitarios ganaban terreno en otros sectores. De este modo los unitarios lograron hacer retroceder del campo principal de combate a los federales.
El ala izquierda de los federales, pese a ser empujada hacia atrás, todavía era superior en número a sus rivales. Allí se encontraban los Llaneros de La Rioja y los Auxiliares de los Andes, las unidades más organizadas con que contaba Quiroga. Estas tropas continuaban luchando y Paz se vio obligado a empeñar nuevas reservas contra ellos, en este caso el Batallón 5 de Infantería (coronel Larrava) y dos piezas de artillería de tren volante. La acometida de estas tropas finalmente derrotó a la izquierda federal, la cual retrocedió precipitadamente a buscar refugio en un bosque cercano al campo de batalla. Esto marcó el fin de la batalla, pues el centro y la derecha de los federales también abandonaron el campo, que quedó en poder del ejército unitario.
El general Paz recorrió el campo de batalla, donde se apilaban los cadáveres de los combatientes federales. Allí ascendió a coronel al puntano Pringles, en reconocimiento a su mérito en la batalla.
Los unitarios no persiguieron al enemigo sino que establecieron un campamento provisorio y encendieron fogatas para combatir el frío del recién llegado invierno. Allí los soldados comieron por primera vez desde que iniciaron la persecución de Quiroga. Casi a la medianoche, Paz movió su ejército a un campo vecino, donde permitió a sus soldados descansar de las fatigas de la campaña; considerando a Quiroga vencido y en fuga, planeó para el día siguiente el ataque a la infantería federal que había quedado de guarnición en Córdoba. Según Lamadrid, Paz cometió un error al no destacar partidas de exploración para averiguar la dirección y el paradero de Quiroga.

### Segundo día

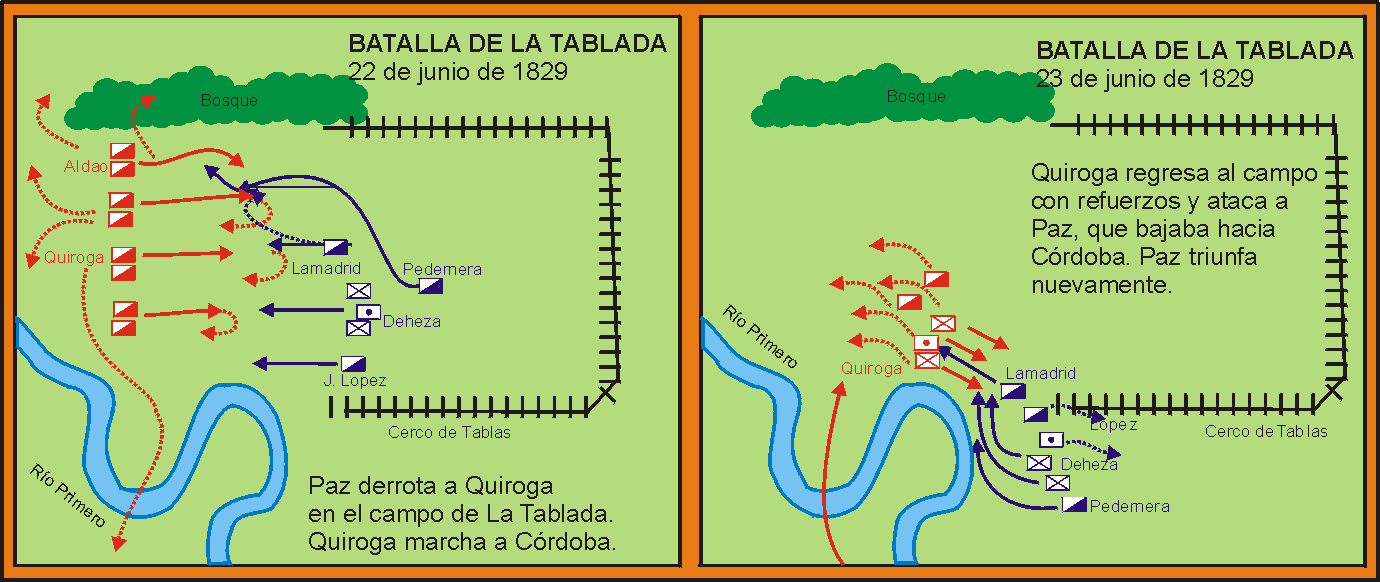
Los movimientos de ambos ejércitos en los dos días de batalla.

Sin que Paz lo supiera, Quiroga no había renunciado a la lucha, sino que reagrupó sus fuerzas para dar batalla otra vez. Esa noche regresó a la ciudad de Córdoba y sacó de ella a la artillería capturada en el asalto a la Plaza Central, junto a parte de la infantería que había dejado allí el día anterior. Con estos refuerzos, se situó nuevamente fuera de la ciudad en espera de una ocasión favorable.
Antes de que salieran las primeras luces del 23 de junio, el general Paz organizó al ejército para marchar a la reconquista de la ciudad de Córdoba. Los unitarios comenzaron a bajar de las tierras altas de La Tablada formados en columna por lo abrupto del terreno. En cabeza marchaba el 2 de Caballería; seguían en este orden los batallones 2.º y 5.º de Infantería; tras ellos la artillería y finalmente la división tucumana y un escuadrón de caballería al mando de Lamadrid. Quiroga observó estos movimientos y decidió atacar, pues el orden en columna impedía que los unitarios desplegaran para presentar batalla.
Los cañones que los federales habían sacado de la ciudad la noche anterior fueron situados en las alturas de La Tablada y desde allí abrieron fuego contra la retaguardia de la columna unitaria. Al mismo tiempo la infantería federal apareció desplegada sobre las barrancas del Río Primero, a la derecha de la columna unitaria, e hizo fuego contra esta. Los tucumanos, atrapados en el barranco que bajaba desde La Tablada, retrocedieron en desorden hacia su izquierda. Al mismo tiempo, varios artilleros abandonaron sus cañones y huyeron hacia el terreno bajo, hacia la cabeza del ejército.
La situación se hizo crítica para Paz, pues la sorpresiva acción de Quiroga había comenzado a desmantelar la columna unitaria desde la retaguardia hacia el centro. Pero el caudillo riojano no se lanzó al ataque, no se empeñó cuerpo a cuerpo contra las fuerzas unitarias desorganizadas. Paz había cometido el error de creer a Quiroga derrotado la noche anterior, y Quiroga cometió el error de no lanzarse al ataque cuando tenía a su enemigo a su merced, en una posición desventajosa.
Dice Paz en sus Memorias:

“Hasta ahora me es difícil explicarme por qué el arrojo sin igual con que el general Quiroga había conducido su atrevida operación, le faltó en aquel preciso momento. Sea que no quisiese dejar la posición, sea que esperase que fuera más claro el día, él suspendió el ataque, sin lo cual hubiera sido nuestra situación más crítica de lo que era ya.”

Paz mandó que su caballería, formada en el bajo, se preparara para atacar; mientras tanto Lamadrid logró reunir a varios dispersos y se mandó a la carga con ellos. A su vez el jefe unitario mandó al ataque al Batallón 5 (Larrava) y al Batallón 2 (Videla Castillo), los cuales ascendieron las barrancas de regreso a La Tablada e intercambiaron fuego de fusilería con la infantería federal. Finalmente los infantes unitarios cargaron a la bayoneta y deshicieron a los federales, ayudados por las cargas de caballería de Lamadrid y Pringles.
Cuando fue visible la derrota, Quiroga abandonó el campo de batalla junto con algunos jinetes que pudieron seguirle. Hubo de sufrir la persecución encarnizada de Lamadrid “hasta las faldas de los cerros que hay al poniente de Córdoba”, según relata este último. En el camino Quiroga debió dejar atrás a dos de sus caballos favoritos, demasiado fatigados para utilizarlos en la huida. Esos caballos fueron capturados por Lamadrid, pero Quiroga y unos cuantos jinetes federales consiguieron escapar.

### Epílogo: Paz recupera Córdoba
Repuesto del sorpresivo ataque de Quiroga, Paz decidió retomar la ciudad de Córdoba. Para ello envió en misión de exploración a uno de sus oficiales ayudantes, el capitán Rafael Correa. Este oficial se aproximó demasiado a la ciudad y fue abatido por los federales apostados en la misma. Ante este suceso Paz decidió enviar una comitiva para parlamentar con los defensores y persuadirlos de rendirse. Encabezaba este parlamento el capitán Dionisio Tejedor, de Buenos Aires y amigo del general Paz. Pero cuando la comitiva se aproximaba a la ciudad portando bandera blanca, Tejedor fue muerto por disparos de mosquetería hechos desde una azotea.
Este hecho decidió a Paz a atacar la ciudad cuando a su vez llegó a su campamento un parlamentario de los federales, el teniente coronel José Argüello. Este aseguró a Paz que el asesinato de Tejedor había sido un error, y que quienes lo habían cometido ya habían sido apresados por los propios federales y esperaban su castigo por el hecho.
Aceptada esta explicación, el jefe unitario hizo entrar a su ejército en la ciudad y tomó el control de ella, rindiéndose los escasos soldados de infantería que Quiroga había dejado allí; recordemos que la artillería con que contaban había sido sacada por Quiroga para llevarla a La Tablada.
Seguidamente se produjo el fusilamiento de varios oficiales federales prisioneros y también de los cinco soldados acusados de la muerte de Tejedor. El general Paz en sus Memorias atribuye la responsabilidad al coronel Deheza (jefe del Estado Mayor), el cual obró sin su consentimiento.
Al anochecer regresó a la ciudad el coronel Lamadrid, habiendo dado fin a la persecución contra Quiroga. Allí terminó la campaña del caudillo riojano en la provincia de Córdoba el año de 1829.

## Resultado y consecuencias
Después de dos días de batalla los federales se retiraron completamente derrotados; sufrieron aproximadamente 1000 muertos y dejaron al menos 500 prisioneros (Sarmiento eleva la cifra a 3000 federales muertos). El resto de las fuerzas federales se retiró penosamente en varias direcciones: el ejército de Quiroga había dejado de existir y el caudillo riojano tuvo que retirarse con los 2000 hombres que aún le quedaban a Mendoza y luego a San Juan donde empezó a planear su próximo movimiento. Bustos, herido y perseguido por partidas enemigas, logró ponerse a salvo en la Provincia de Santa Fe, donde fue acogido por el gobernador López. Sin embargo, falleció en septiembre de 1830 a consecuencia de las heridas recibidas en La Tablada. Aldao, también herido en la batalla, consiguió retirarse a la provincia de San Luis, y Quiroga llegó finalmente a La Rioja, donde comenzó a trabajar para poner en pie un nuevo ejército.
El ejército unitario sufrió una cantidad mínima de bajas: aproximadamente 80 entre muertos y heridos. Pero Paz no podía considerar segura su posición en Córdoba, ya que en varios puntos de la provincia persistía la amenaza de “montoneras” opuestas al gobierno unitario. Fue necesario destacar algunas tropas para asegurar la zona de las sierras, cercana a La Rioja, y también el sureste, próximo a Santa Fe.
Mientras esto sucedía, el gobernador santafesino López inició contactos con Paz para poner fin a la guerra. Se sucedieron propuestas de paz y movimientos militares estratégicos en las provincias del centro y noroeste. No obstante, Quiroga se preparó para un nuevo combate: dio prioridad a la organización de un nuevo ejército por sobre cualquier otro asunto. Recorrió las provincias bajo su influencia imponiendo y ordenando levas, reclutamientos, contribuciones forzosas y contratando empréstitos, con lo que consiguió organizar una de las huestes más numerosas y mejor pertrechadas vistas hasta entonces en las guerras civiles argentinas. Con cerca de tres o cinco mil hombres, cuatro mil caballos, seiscientos bueyes de tiro y otros tanto de consumo, cien carretas y un numeroso parque de artillería, lanzas, fusiles, marmitas y fogones Quiroga inició su segunda campaña contra Paz, la cual conduciría a la batalla de Oncativo o Laguna Larga.